# Артленбургская конвенция
Артленбургская конвенция (также нем. Elbkonvention) — капитуляция курфюршества Ганновер перед армией Наполеона, подписанная в Артленбурге 5 июля 1803 года обербефельсхабером Иоганном Людвигом фон Вальмоден-Гимборном. Согласно условиям конвенции, армия Ганновера разоружалась, её оружие и лошади передавались победителям, а само курфюршество оккупировалось французскими войсками.

## Предыстория
После того, как 4 июня 1803 года наполеоновские войска под командованием генерал-лейтенанта Эдуара Адольфа Казимира Жозефа Мортье заняли столицу курфюршства в Ганновере, оставшиеся ганноверские войска отошли на северный берег Эльбы, в герцогство Саксен-Лауэнбург, но вскоре были вынуждены сдаться.